# Sangalkam
Sangalkam är en ort och kommun i Senegal och ligger i Dakarregionen. Kommunens folkmängd uppgår till cirka 13 000 invånare. Kommunen omfattade tidigare ett större område än det nuvarande, men 2011 delades det upp i mindre kommuner.